# Jonathan Ned Katz
Pour les articles homonymes, voir Katz.
Jonathan Ned Katz (né en 1938) est un historien américain spécialisé dans les études LGBT (histoire de l'homosexualité) ainsi que l'histoire de l'hétérosexualité.
Il a travaillé sur l'attirance entre personnes de même sexe et entre personnes de sexes opposés. Un axe majeur de ses recherches porte sur la construction, la permanence et le changement des normes sociales et culturelles en rapport aux questions de sexualité(s).
La thèse majeure qui parcourt son œuvre est constructiviste : les catégories sociales et culturelles d'appréhension et de compréhension, de l'ordre social et sexuel, sont des construits.

## Publications
En anglais
- Love Stories: Sex Between Men Before Homosexuality. University of Chicago Press, décembre 2001. Colauréat du prix John Boswell, Committee on Lesbian and Gay History, 2003.
- The Invention of Heterosexuality. Dutton, 1995. Foreword by Gore Vidal. Afterword by Lisa Duggan. Translated and published in Brazil, Italy, France, Spain. Cited by U.S. Supreme Court in majority opinion in Lawrence v. Texas, June 2003. F
- Gay/Lesbian Almanac: A New Documentary. Harper & Row, 1983; reprint NY: Carroll & Graf, 1994.
- Gay American History: Lesbians and Gay Men in the U.S.A.  T.Y. Crowell, 1976; reprints Avon, 1977; Harper & Row, 1985; New American Library 1992.
- Coming Out! A Documentary Play About Gay Life and Lesbian Life Liberation. Arno Press-NY Times, 1975.
- Resistance at Christiana: The Fugitive Slave Rebellion, Christiana, Pennsylvania, 1851.  T.Y. Crowell, 1974.
- Black Woman: A Fictionalized Biography of Lucy Terry Prince. [Coauteur Bernard Katz] Pantheon, 1973.

En français
- L'Invention de l'hétérosexualité, EPEL, Paris, 2001. Trad. Michel Oliva et Catherine Thévenet  (ISBN 2-908855-51-8)